# Accident ferroviaire de Saint-Michel-de-Maurienne
L'accident ferroviaire de Saint-Michel-de-Maurienne, qui s'est déroulé le 12 décembre 1917 dans les Alpes, est le plus grave accident ferroviaire survenu en France.
Un convoi en surcharge, rempli de permissionnaires revenant du front italien, s'est emballé dans la descente de la vallée de la Maurienne et a déraillé juste avant la gare de Saint-Michel-de-Maurienne avant d'être ravagé par un incendie 30 à 45 minutes plus tard.
En mars 1919, le tribunal de première instance de Saint-Jean-de-Maurienne a arrêté officiellement le bilan à  425 morts. Il ne concerne que les militaires morts sur le lieu de l'accident. C'est ce bilan qui est le plus souvent repris sur les monuments commémoratifs.
La censure, le dessaisissement de la justice civile au profit de la justice militaire, la non accessibilité pendant 90 ans des archives militaires et de la compagnie ferroviaire, la chape de plomb qui en résultera et qui pèsera pendant plusieurs décennies limitant la diffusion de l'information au public, ont entraîné un doute dans l'opinion sur la véracité du bilan et ont laissé l'imaginaire collectif faire allusion à 600, 800 voire 1 200 morts.
Récemment, avec l'ouverture des archives aux chercheurs depuis 2007, un bilan affiné de 435 morts a pu être établi : 433 militaires (425 sur le lieu de l'accident, 8 des suites de leurs blessures) et 2 cheminots.
Les circonstances de cet accident sont indissociables du contexte de la Première Guerre mondiale.

## Contexte

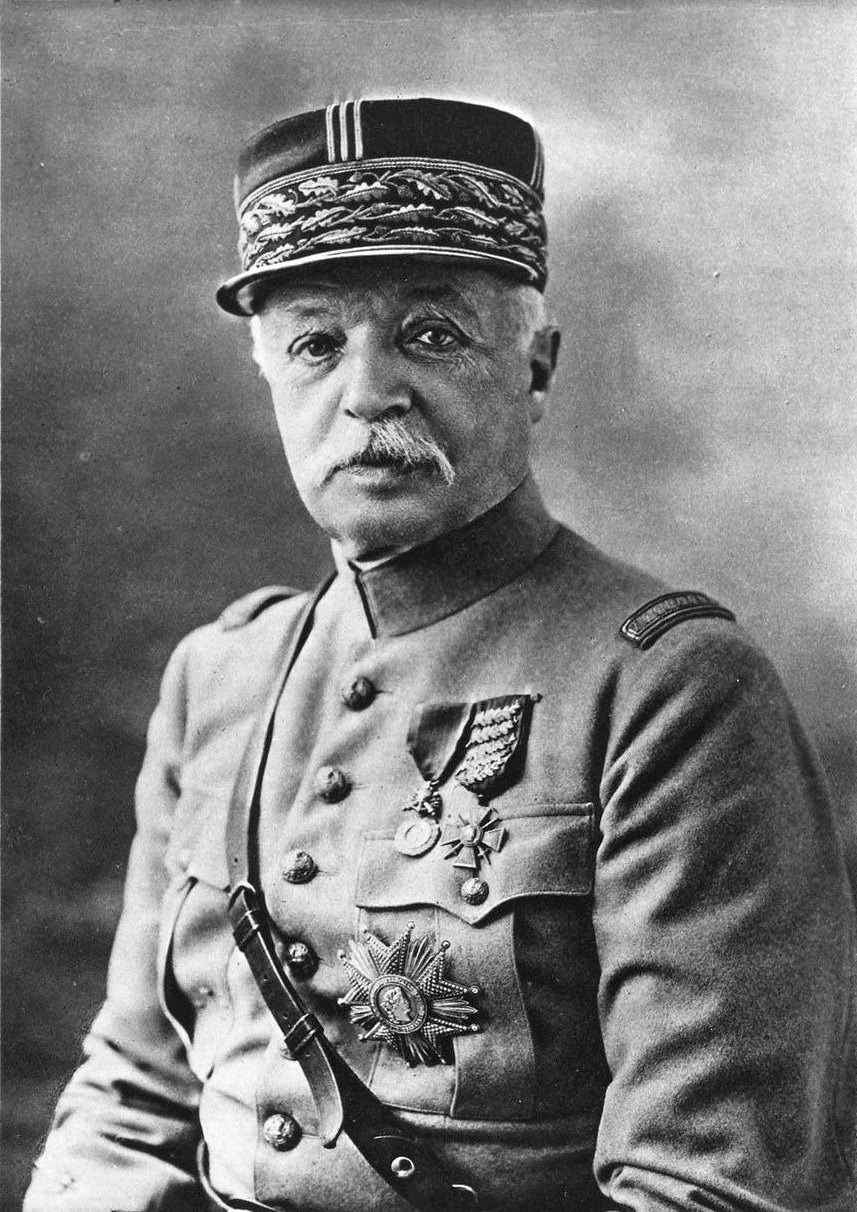
Le général Fayolle, commandant des troupes françaises en Italie en novembre 1917.

À la suite de la défaite de l'armée italienne lors de la bataille de Caporetto du 24 octobre 1917, un corps expéditionnaire franco-britannique de 120 000 hommes est envoyé dans le nord-est de l'Italie pour renforcer le front italien. Un mois plus tard et une fois la situation stabilisée, le général Fayolle, commandant des troupes françaises en Italie, accorde des permissions à ses soldats qui avaient déjà combattu auparavant sur le front de l'Est de la France,. Le transport des permissionnaires est organisé par la Direction des transports militaires aux armées (DTMA) laquelle utilise les services et les matériels des compagnies de chemins de fer françaises et italiennes.
À la fin du mois de novembre 1917, la DTMA établit un plan de transport ferroviaire pour acheminer les soldats permissionnaires depuis Vicence, ville italienne de la plaine du Pô, jusqu'aux gares de Lyon et de Chagny, en Saône-et-Loire. Le plan prévoit la mise en place d'un train journalier pour transporter 600 soldats vers la France durant une période initiale de six jours. Le premier de ces trains quitte l'Italie le 30 novembre à 18 h, arrive à Modane le lendemain à 16 h et poursuit son trajet en France. Ce dispositif est renouvelé pour une nouvelle période de six jours, le nombre de soldats transportés est même doublé pour les trains quittant l'Italie les 11 et 12 décembre. En outre, la gare de départ est maintenant celle de Bassano del Grappa située au nord-est de celle de Vicence.
Le train qui quitte la ville italienne de Bassano del Grappa le 11 décembre 1917 emporte environ 1 000 permissionnaires français et comporte dix-sept voitures. Il arrive au milieu de l'après-midi du 12 décembre 1917 à Turin et prend la direction du tunnel du Fréjus via la vallée de Suse. Compte tenu de son tonnage (530 tonnes) dû à sa longueur et à sa composition, le train est divisé en deux au départ de la gare de Bussoleno car il ne pouvait pas gravir les rampes qui mènent au tunnel. Les deux rames ainsi constituées gagnent séparément la gare de Modane dans la nuit où elles sont ré-assemblées pour constituer le train PLM ML 3874,. À 22 h 47, le train de permissionnaires quitte Modane en direction de Chambéry,,. Il déraille quelques minutes plus tard à 14 km en aval de Modane, avant son passage à Saint-Michel-de-Maurienne, au lieu-dit La Saussaz.

## Composition du train

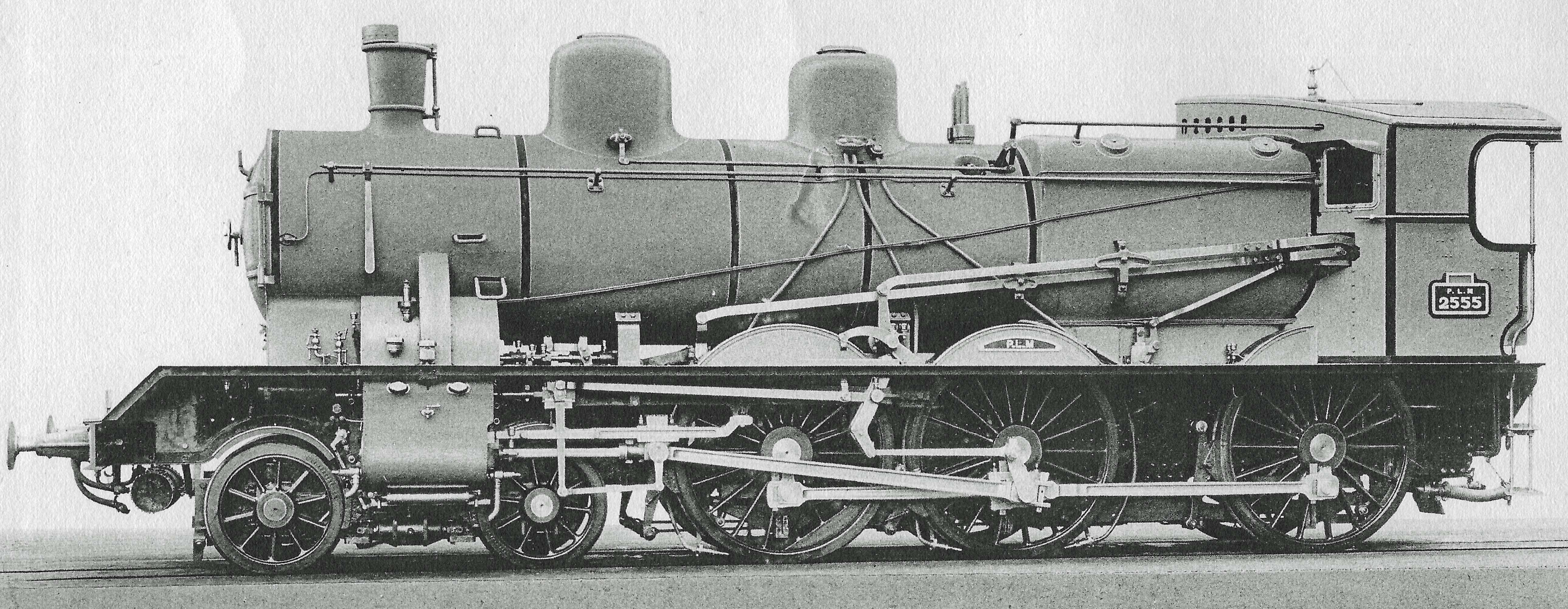
La locomotive PLM 2555 identique à la locomotive 2592 du train ML 3874.

À son départ de la gare italienne de Bassano del Grappa, le train de permissionnaires français est composé de dix-sept voitures. À son arrivée à la gare de Bussoleno il est scindé en deux rames pour rejoindre le tunnel du Mont-Cenis :
- treize des dix-sept voitures et un fourgon additionnel sont assemblés pour constituer la rame 7020 ;
- les quatre autres voitures, un fourgon ainsi que trente et un wagons vides sont assemblés pour constituer la rame MM.

Les deux rames italiennes arrivent à Modane dans la soirée du 12 décembre 1917. La rame 7020 est mise en attente sur la voie no 25 de la gare et la rame MM sur la voie no 2. La locomotive PLM 2592, qui attendait sur la voie no 24 depuis le milieu de l’après-midi, doit réassembler les voitures du train de permissionnaires pour composer le train ML 3874 à destination de Chambéry.
La manœuvre de reconstitution du train est cependant retardée par le passage et l'arrêt de deux trains de voyageurs dont le train express no 12604 à destination de Paris. La plupart des officiers permissionnaires profiteront de la présence de ce train civil pour quitter le train militaire et continuer leur parcours séparément des autres soldats,.
Le train ML 3874 reconstitué comporte : la locomotive 2592 et son tender, un fourgon de tête, dix-sept voitures et un fourgon de queue. Quinze voitures sont à bogies, les deux autres voitures ainsi que les deux fourgons sont à essieux.
Toutes les voitures sont en bois, de fabrication italienne, et appartiennent à la compagnie Ferrovie dello Stato (FS). Le fourgon de tête appartient aussi à la FS tandis que celui de queue appartient à la Compagnie des chemins de fer du Nord. La longueur du train est de 350 mètres, pour un poids à vide de 526 tonnes.
Toutes les voitures disposent du système de freinage automatique continu et d'un système manuel. Cependant, au départ du train, le système de freinage automatique ne reste activé que sur le fourgon de tête et les deux premières voitures, il est désactivé sur les autres voitures. Sept garde-freins sont alors répartis sur ces véhicules pour assurer un freinage manuel. Ce mode de freinage disparate est celui qui est généralement utilisé à l'époque par la compagnie PLM pour les trains de marchandise auxquels les trains militaires étaient assimilés.
Le tableau ci-dessous détaille les éléments du train et met en évidence sa composition hétéroclite.
| Élément            | Type                           | Essieux/bogies | Freinage automatique activé ? | Garde-frein |
| ------------------ | ------------------------------ | -------------- | ----------------------------- | ----------- |
| Locomotive no 2592 |                                |                |                               |             |
| Tender             |                                |                |                               |             |
| Fourgon de tête    | fourgon                        | essieux        |                               |             |
| Voiture no 1       | voiture 3e classe              | bogies         |                               |             |
| Voiture no 2       | voiture 3e classe              | bogies         |                               |             |
| Voiture no 3       | voiture 3e classe              | bogies         | ❌                            |             |
| Voiture no 4       | voiture mixte 1er et 2e classe | essieux        | ❌                            |             |
| Voiture no 5       | voiture 3e classe              | essieux        | ❌                            |             |
| Voiture no 6       | voiture 1er classe             | bogies         | ❌                            |             |
| Voiture no 7       | voiture 3e classe              | bogies         | ❌                            |             |
| Voiture no 8       | voiture 3e classe              | bogies         | ❌                            |             |
| Voiture no 9       | voiture mixte 1er et 2e classe | bogies         | ❌                            |             |
| Voiture no 10      | voiture 3e classe              | bogies         | ❌                            |             |
| Voiture no 11      | voiture 3e classe              | bogies         | ❌                            |             |
| Voiture no 12      | voiture 2e classe              | bogies         | ❌                            |             |
| Voiture no 13      | voiture 2e classe              | bogies         | ❌                            |             |
| Voiture no 14      | voiture 3e classe              | bogies         | ❌                            |             |
| Voiture no 15      | voiture 1er classe             | bogies         | ❌                            |             |
| Voiture no 16      | voiture 3e classe              | bogies         | ❌                            |             |
| Voiture no 17      | voiture 3e classe              | bogies         | ❌                            |             |
| Fourgon de queue   | fourgon                        | essieux        | ❌                            |             |
| oui ; non          |                                |                |                               |             |

## La ligne entre Modane et Saint-Michel-de-Maurienne
Entre les gares de Modane et de Saint-Michel-de-Maurienne, le dénivelé moyen de la ligne est de 346 m sur une distance de 15,59 km, soit 22 ‰. Le dénivelé est même de l'ordre de 30 ‰ à certains endroits, notamment entre le tunnel de la Grande-Muraille et le tunnel de la Brèche et entre le tunnel de la Bronsonnière et le tunnel de la Doucière (Orelle).

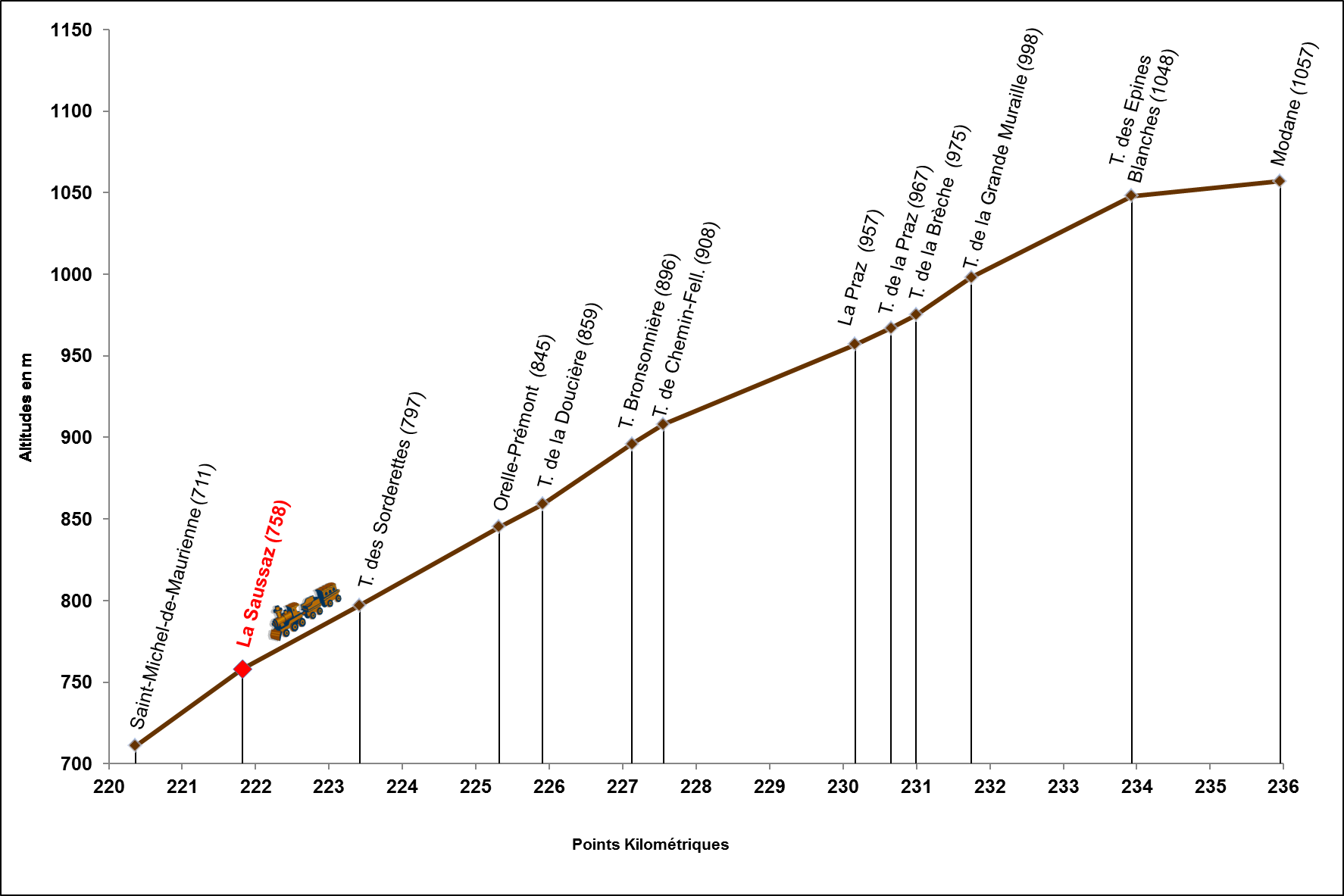
Profil en long de la ligne entre Saint-Michel-de-Maurienne et Modane.

## Le déraillement

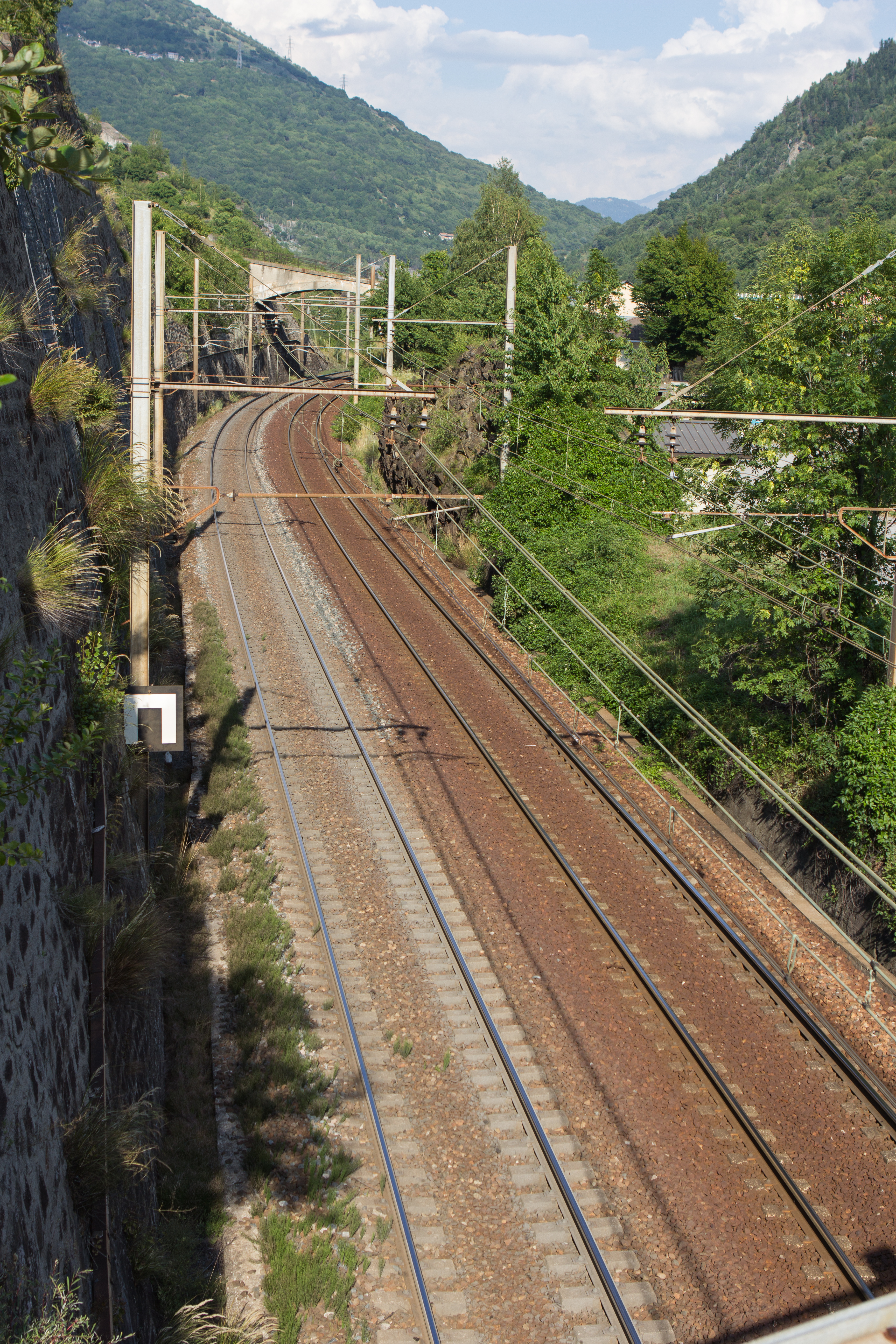
Le lieu de l'accident en juillet 2013. Le pont piétonnier à l'arrière-plan était déjà en place en 1917.

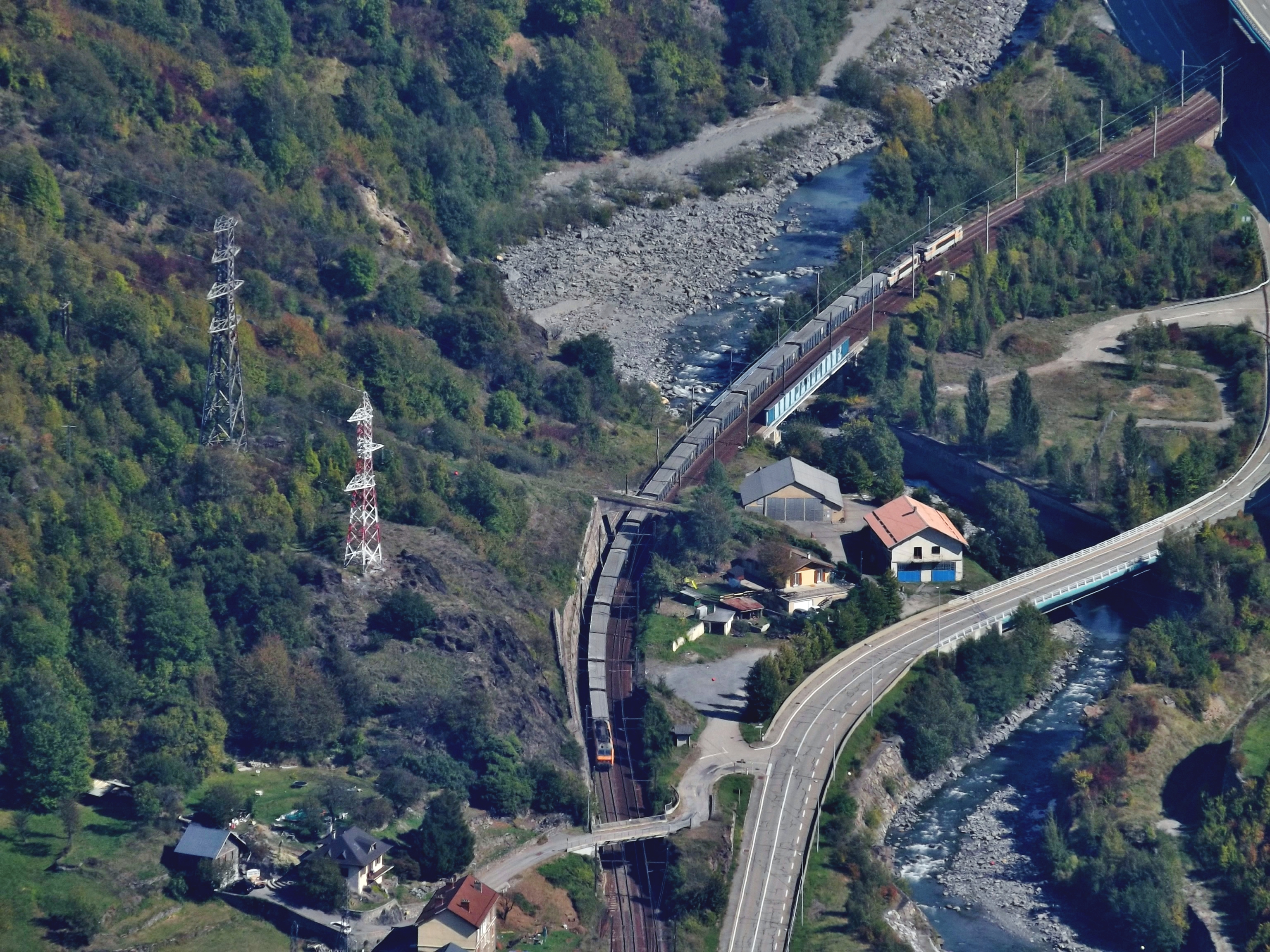
Courbe de l’accident en 2015.

Le train quitte la gare de Modane à 22 h 47. Le début de la descente s'effectue normalement mais à partir du Freney, peu après Modane, le train prend une vitesse excessive qui ne cesse d'augmenter. Il devient bientôt incontrôlable, lancé à la vitesse de 135 km/h, mesurée par l'enregistreur de vitesse de la locomotive, puis, possiblement selon certains auteurs, 150 km/h entre Orelle et Saint-Michel-de-Maurienne,.
Le mécanicien actionne le sifflet de la locomotive pour alerter les serre-freins, mais les actions de ces derniers s'avèrent insuffisantes à une telle vitesse et dans une si forte pente. La première voiture déraille au point kilométrique 222 de la ligne, à une centaine de mètres environ à l'est du pont ferroviaire qui enjambe la rivière l'Arc. Ce déraillement se propage à l'ensemble du convoi, la plupart des voitures s'écrasent contre le mur de soutènement de la tranchée de Sainte-Anne, au niveau du hameau de la Saussaz situé à droite de la voie après le pont ferroviaire dans le sens de la marche, et contre la pile nord d'un pont routier menant au hameau de Sainte-Anne.
L'attelage, entre le tender et le premier fourgon, se rompt au niveau de ce pont à 1 300 mètres environ en amont de la gare de Saint-Michel - Valloire. La locomotive et le tender continuent leur trajet en direction de cette gare, alors que les véhicules en bois s'encastrent les uns dans les autres.

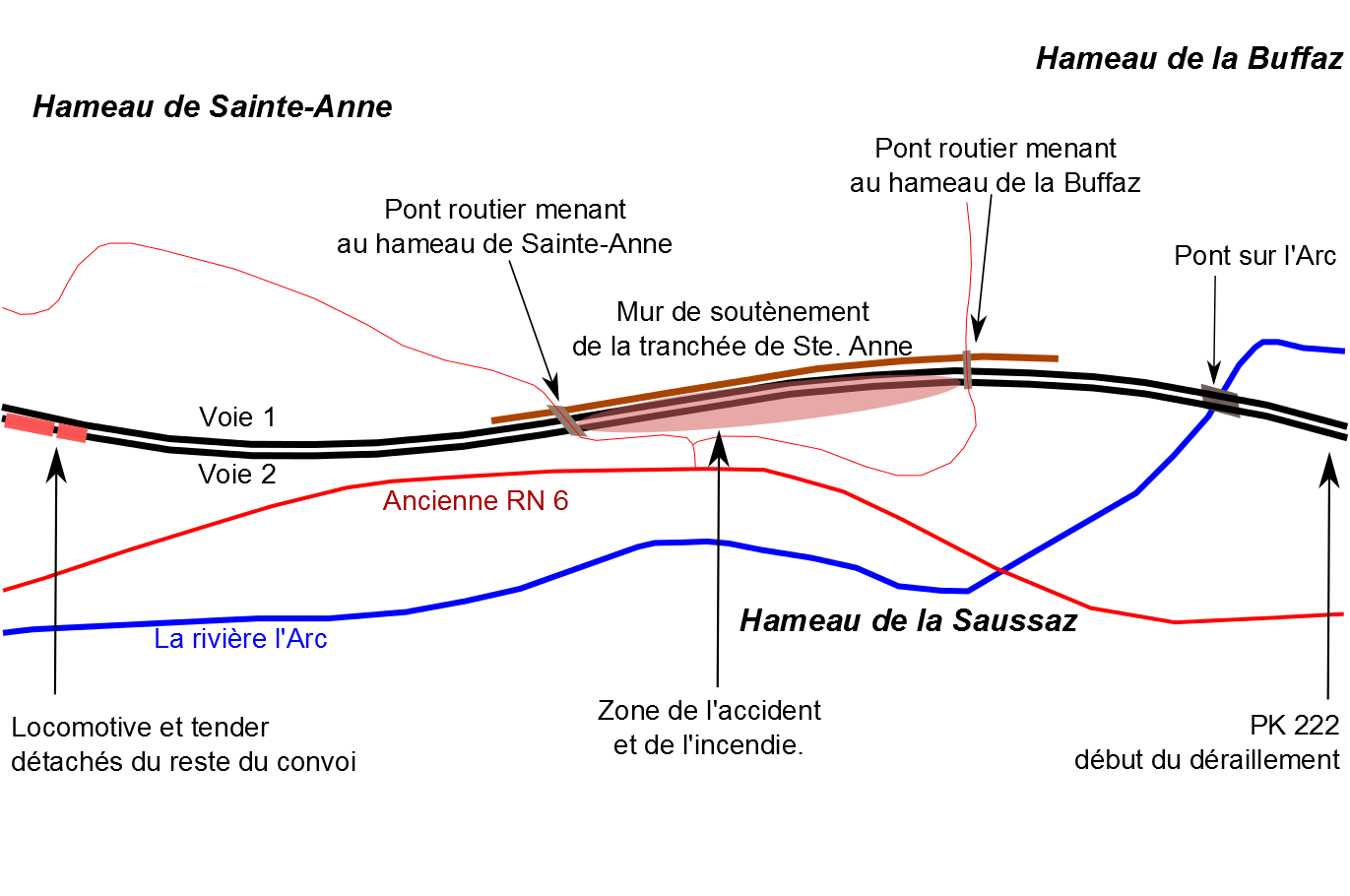
Croquis du lieu de l'accident.

Le mécanicien Girard, trop occupé par ses freins défaillants, ne remarque pas immédiatement l'absence des voitures. Libérée de l’attelage, la locomotive arrive à toute vitesse en gare de gare de Saint-Michel - Valloire, où elle finit par dérailler également. Girard s'en sort en sautant à l’entrée de la gare. Lui et des soldats écossais attendant leur départ pour Modane (deux divisions britanniques avaient également été envoyées sur le front italien en octobre), ainsi que les employés de chemin de fer des deux gares partent immédiatement sur le lieu de l'accident pour tenter de porter secours tandis que le tocsin sonne dans la vallée. Leur entreprise est rendue difficile par le passage escarpé où se trouve le train accidenté, mais aussi la hauteur des débris superposés.
Il est à noter que le chef de gare de La Praz (hameau de Saint-André), voyant passer ce train à vitesse folle, a averti la gare de Saint-Jean-de-Maurienne de retarder le départ d'un train de soldats britanniques afin d'éviter une nouvelle catastrophe.

## L'incendie
Un incendie se déclare environ 30 à 45 minutes après le déraillement. Il gagne en intensité pour ravager l'ensemble du lieu de l'accident et ne cesse que le lendemain soir. Le bois, matériau constitutif des voitures, a joué un rôle dans son intensité et sa propagation.
La cause de l'incendie est inconnue, les experts n'ayant pu s'accorder entre les étincelles des essieux portés au rouge par le freinage, les bougies utilisées par les permissionnaires pour s'éclairer pour pallier le non fonctionnement de l'éclairage électrique dans les voitures ou une éventuelle autre cause.
Quatorze voitures sont entièrement détruites par le choc et l'incendie. Seuls le fourgon de tête, la première voiture, le fourgon de queue ainsi que les deux dernières voitures échappent au feu et ne sont que partiellement accidentés.
Au fur et à mesure que le jour apparait, les blessés sont transférés à l'hôpital de Modane et de Saint-Michel-de-Maurienne qui se transforme petit à petit en morgue improvisée. L'usine de pâtes alimentaires Bozon-Verduraz toute proche du lieu de l'accident fut réquisitionnée et transformée en poste de secours et en chapelle ardente.
Cinq jours sont nécessaires pour retrouver tous les corps et rendre de nouveau praticable la ligne.

## Bilan de l'accident

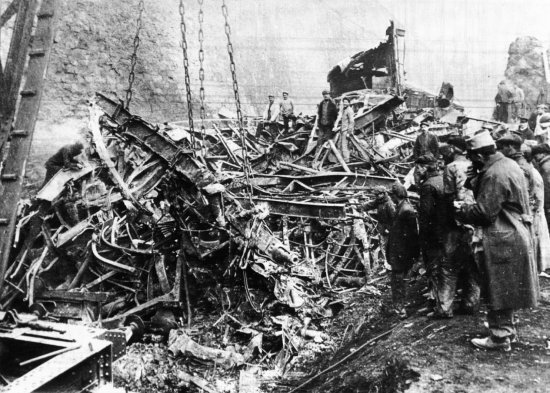
Photographie prise pendant les opérations de déblaiement montrant les débris des voitures du train accidenté.

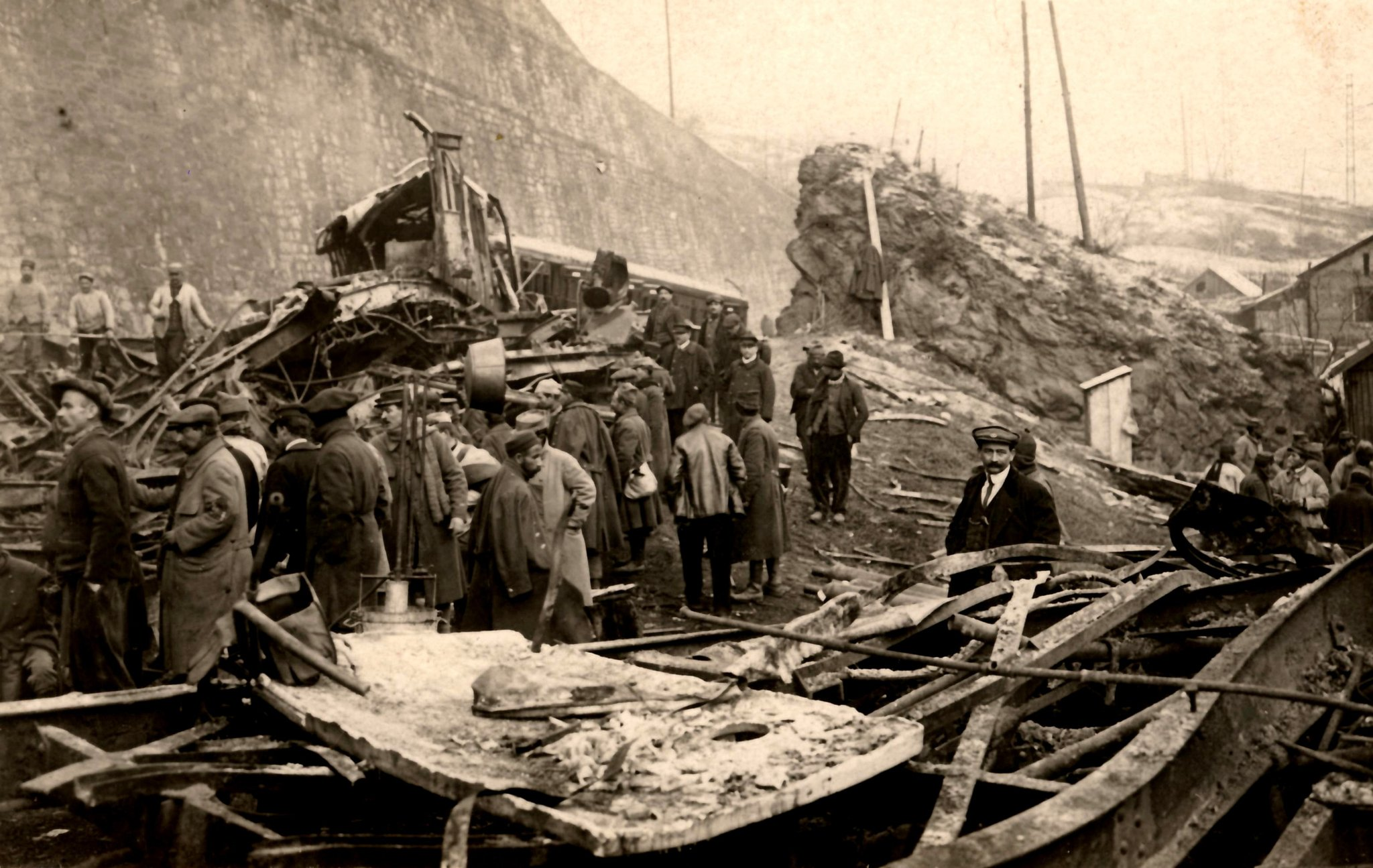
Opérations de déblaiement après l'accident ferroviaire.

Carte de France des victimes de l’accident par département de résidence.

Avec l'ouverture des archives 90 ans après les faits, un bilan affiné de 435 morts a pu être établi.
On dénombre 433 morts militaires (277 non identifiés, 148 identifiés, 8 lors de leur hospitalisation) et 2 morts civils (employés de la compagnie PLM). Il convient d'ajouter au bilan 194 personnes hospitalisées (non décédées).
Ce lourd bilan s'explique par le remplissage du train, la vitesse, le lieu de l'accident où les éléments du convoi se sont encastrés sur à peine 100 mètres contre un mur de soutènement, les voitures en bois vulnérables au feu et dont la résistance est faible en cas de choc et l'incendie qui n'a laissé aucune chance aux survivants coincés dans les décombres.
Il s'agit du bilan le plus meurtrier des accidents ferroviaires survenus en France, plus du double du second, celui de Lagny-Pomponne le 23 décembre 1933 (214 morts). Ce triste record n'a pas empêché de le faire tomber dans l'oubli collectif. Ses victimes ont été noyées dans l'affreux bilan de la Première Guerre mondiale (les 435 morts ne représentent qu'une demi-journée de pertes militaires françaises).
Le nombre de rescapés (non décédés, non hospitalisés) ne peut être arrêté de manière précise car le nombre de personnes présentes à bord au moment de l'accident n'est pas connu de manière fiable, le train arrivant d'Italie a effectué de nombreux arrêts avant Modane, durant lesquels des militaires en profitaient pour le quitter ou pour le rejoindre. Néanmoins, les différentes sources s'accordent pour fixer le nombre autour de 1 000 passagers ce qui permet d'estimer approximativement le nombre de rescapés autour de 370.
Les corps retrouvés sont dans un premier temps inhumés dans des fosses communes sous l’ossuaire. Ils seront transférés en 1961 dans la nécropole nationale de la Doua à Villeurbanne.

## L'enquête et la censure

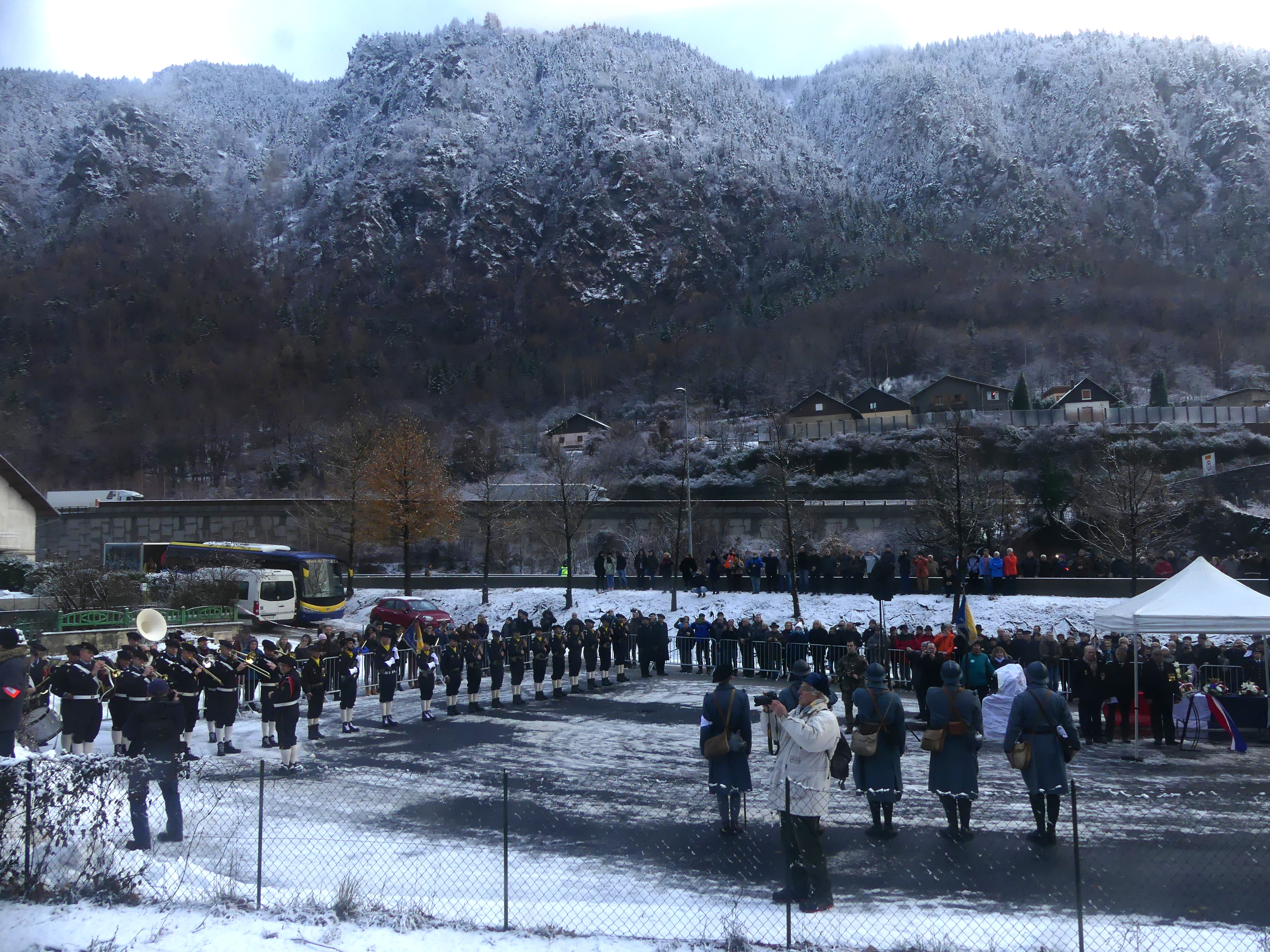
La célébration du centenaire sur les lieux de l’accident, le 12 décembre 2017.

Cet accident est resté classé secret militaire pendant de nombreuses années après la fin de la guerre. À l'époque, le gouvernement impose le silence à la presse française qui ne relate pas ou peu l'accident. Le Figaro y consacre 21 lignes seulement dans son édition du 17 décembre, quatre jours après la catastrophe, ainsi que le journal Vienne et la Guerre dans lequel on peut lire :
- 13 décembre 1917 : « Un grave accident de chemin de fer se produit en Savoie. Un train de permissionnaires, rentrant d'Italie en France a déraillé. On compte malheureusement des morts et un assez grand nombre de blessés. »
- 17 décembre 1917 : « Les obsèques nationales des victimes de l'accident de chemin de fer qui s'est produit en Savoie dans la nuit du 12 au 13, ont lieu à Saint-Jean de Maurienne. Les honneurs militaires ont été rendus par des détachements des troupes françaises, britanniques et italiennes. Le gouvernement était représenté par les ministres des travaux publics et de la justice. Ce dernier a prononcé un discours ainsi que le général italien Rostagno. »

Le Petit Journal, quant à lui, consacre à l'évènement une demi-colonne en troisième page, avec une cinquantaine de lignes, le 18 décembre 1917, dans un article intitulé « Comment se produisit le déraillement du train ramenant des permissionnaires d'Italie ». Le journaliste commence par ces lignes : « Je suis autorisé seulement aujourd'hui à vous donner des détails sur le grave accident de chemin de fer qui est survenu près de Modane la nuit du 13 courant. »
Dénonçant la censure de l'évènement, le député Henry Fougère l'évoque le 4 avril 1919 à Chambre, où il fera l'objet d'un bref débat en présence du ministre des travaux publics, Albert-André Claveille.
Un tribunal est réuni en conseil de guerre pour juger six cheminots de la Compagnie des chemins de fer de Paris à Lyon et à la Méditerranée (PLM), dont le mécanicien, mais tous sont finalement acquittés.
En juin 1923, André Maginot, ministre de la Guerre, inaugure un monument en hommage aux victimes au cimetière de Saint-Michel-de-Maurienne. En 1961, les restes des victimes sont transférés au cimetière militaire national de Lyon-La Doua. Le 12 décembre 1998, pour le 81e anniversaire de l'accident, une stèle, financée par la commune, le Souvenir français et l'Office national des anciens combattants et victimes de guerre, est inaugurée au lieu-dit La Saussaz, non loin du lieu du drame.
Pour le centenaire de la tragédie, sept communes situées sur le parcours de la ligne ferroviaire (Modane, Fourneaux, Le Freney, Orelle, Saint-André, Saint-Michel-de-Maurienne et Saint-Jean-de-Maurienne) se sont associées pour une commémoration du 2 au 18 décembre 2017.
Cet accident demeure la catastrophe ferroviaire la plus meurtrière survenue en France. C'est aussi le souvenir le plus tragique de la Première Guerre mondiale dans la région.

## L'accident au cinéma et dans la littérature
- L'accident ferroviaire de Saint-Michel-de-Maurienne est évoqué dans le film Un long dimanche de fiançailles de Jean-Pierre Jeunet, sorti en 2004.
- L'accident est mentionné au début du téléfilm Meurtres dans les Trois Vallées de la série Meurtres à..., diffusé le 20 novembre 2021 sur France 3.
- L'accident ferroviaire est décrit dans le roman Veiller sur elle de Jean-Baptiste Andrea, paru en 2023 aux éditions de l'Iconoclaste.

#### Ouvrages
: document utilisé comme source pour la rédaction de cet article.
- Roger Ratel et Jean Prieur, Le tunnel ferroviaire du Fréjus : 1857 - 1995 ; le chemin de fer, son évolution, Impr. Roux, 1996, 188 p., p. 75-76.
- Aurélien Prévot, Les chemins de fer français pendant la Première Guerre mondiale, LR Presse Loco Revue, 1er décembre 2014, 424 p. (ISBN 978-2-903651-76-3).
- André Pallatier, Le tragique destin d'un train de permissionnaires : Maurienne 12 décembre 1917, Éditions L'Harmattan, 2013, 324 p. (ISBN 2-3430-0849-3 et 9-782-3430-0849-3, présentation en ligne).

#### Articles
- Jean-Louis Chardans, « Le train fou de Saint-Michel-de-Maurienne », Historia, no 311,‎ octobre 1972.
- Bruno Carrière, « La tragédie du train fou de Saint-Michel-de-Maurienne », Rail Passion, no 12,‎ novembre 1996, p. 70-77.
- Georges Ribeill, « Le tragique destin d'un train de permissionnaires : Saint-Michel-de-Maurienne, 12 décembre 1917 », Historail, no 26,‎ juillet 2013, p. 103-104.